# Astanlı (Cəlilabad)
Astanlı è un comune dell'Azerbaigian situato nel distretto di Cəlilabad. Conta una popolazione di 560 abitanti.